# Château de Roche-sur-Loue
Le château de Roche-sur-Loue est un château fort du XIe siècle entièrement reconstruit au XVIIIe siècle en château de style classique à Roche-sur-Loue (hameau dépendant de la commune d'Arc-et-Senans) en Bourgogne-Franche-Comté à 30 km sud-ouest de Besançon. Ce château privé est en parfait état de conservation, inscrit monument historique depuis 1974, et non ouvert au tourisme.

## Historique
Au Moyen Âge, les cités d'« Arc-en-Valloye » (Arc en Val de Loue, en Vallouais ; le Val de Loue est aussi nommé Val d'Amour) et Sonans (aujourd'hui Arc-et-Senans) appartiennent aux seigneurs de Salins, vassaux du comté de Bourgogne et protégées par deux maisons-fortes : Roche-sur-Loue à l'est, et Château-Rouillaud, incendié en 1638, à l'ouest.
En 1080, la seigneurie et la forteresse d'origine de Roche-sur-Loue appartiennent à la comtesse Étiennette de Bourgogne (épouse du comte Guillaume Ier de Bourgogne et mère du pape Calixte II).
Le château verrouille un nœud de communication sur la « route du sel du Jura » et un gué sur la Loue. Il est constitué d'une grande tour fortifiée, située à l'emplacement de l'actuelle grille d'entrée.
Après 1615, le domaine appartient à la famille de Brun qui obtient en 1694 d'être élevé en marquisat.
En 1756, le marquis de Grammont (héritier des précédents) fait entièrement reconstruire l'élégant château entre deux tours carrées, avec toit à l’impériale sur la forteresse d'origine.
La Saline royale d'Arc-et-Senans voisine est édifiée à Arc-et-Senans en 1775. Comme il n'y a pas de sel dans le sous-sol de cette bourgade, c'est l'immense ressource en bois de chauffage de la forêt de Chaux qui détermine le choix de ce lieu, d'où le premier quintal de sel est produit en 1779.
En 1864, Amédée Caron transforme une nouvelle fois le château et implante une activité industrielle dans le domaine.

## Architecture
Le corps de logis à un étage et un étage sous combles  est flanqué de deux pavillons et couvert d'une toiture d'ardoise.